# Домброва (гмина, Могиленский повет)
Домброва (пол. Dąbrowa) — сельская гмина (волость) в Польше, входит как административная единица в Могиленский повет, Куявско-Поморское воеводство. Население — 4717 человек (на 2004 год).

## Сельские округа
1. Бяле-Блота
2. Домброва
3. Кшекотово
4. Меруцин
5. Меруцинек
6. Мокре
7. Парлин
8. Парлинек
9. Сендово
10. Слабошевко
11. Слабошево
12. Сухажево
13. Щепанково
14. Щепаново

## Соседние гмины
1. Гмина Барцин
2. Гмина Гонсава
3. Гмина Яниково
4. Гмина Могильно
5. Гмина Пакость
6. Гмина Жнин